# Lau Teng Chuan
Lau Teng Chuan (* 13. April 1929; † 8. Mai 2012) war ein Sportfunktionär, Badmintonspieler und Badmintontrainer aus Singapur.

## Karriere
Lau Teng Chuan besuchte die  Victoria School in Singapur, das Loughborough College in England und die University of Oregon, wo er seinen Mastertitel erlangte. Von 1956 bis 1958 war er singapurischer Badmintonnationalspieler von 1963 bis 1965 Nationaltrainer in seiner Heimat. Von 1975 bis 1992 war er Executive Director des Singapore Sports Council und von 1995 bis 2001 Generalsekretär des NOC von Singapur.